# Palmarès del Gruppo Sportivo Hockey Pordenone
Il Gruppo Sportivo Hockey Pordenone nella sua storia si è aggiudicato una Coppa Italia e due campionati di serie B/A2; in ambito internazionale vanta una semifinale in Coppa delle Coppe.

## Competizioni ufficiali

La rosa del Pordenone per la stagione 1980-1981; sul petto, la coccarda di detentore della Coppa Italia 1979-1980.

3 trofei
- Coppa Italia: 1

1979-1980
- Campionato italiano di serie B/A2: 2

1975, 1987-1988

## Altri piazzamenti

### Competizioni nazionali
- Campionato italiano:

3º posto: 1977
- Coppa Italia:

Finale: 1980-1981, 1984-1985
Semifinale: 1977, 1982-1983

### Competizioni internazionali
- Coppa delle Coppe

Semifinale: 1980-1981